# Gishali
Gishali oder auch Gishari (Kinyarwanda Umurenge wa Gishari) ist einer von 14 Sektoren des Distrikts Rwamagana in der Ostprovinz von Ruanda.

## Geographie
Der Sektor Gishali hat eine Fläche von 45,1 km². Er setzt sich aus den sieben Zellen Binunga, Bwinsanga, Cyinyana, Gati, Kavumu, Ruhimbi und Ruhunda zusammen. Nachbarsektoren sind im Norden Kiramuruzi, im Osten Muhazi, im Südosten Kigabiro, im Südwesten Mwulire und im Westen Munyiginya. Im Norden liegt der Sektor am Muhazi-Stausee.

## Bevölkerung
Nach Stand der Volkszählung von 2022 liegt die Einwohnerzahl bei 36.692. Zehn Jahre zuvor waren es 23.033, was einem jährlichen Bevölkerungszuwachs von 4,8 Prozent zwischen 2012 und 2022 entspricht.

## Verkehr
Etwa entlang der Südgrenze verläuft die Nationalstraße 4.